# اکتاویا بلو
اکتاویا بلو (انگلیسی: Octavia Blue؛ زادهٔ ۱۸ آوریل ۱۹۷۶) بازیکن بسکتبال اهل ایالات متحده آمریکا است.